# La Granja de San Ildefonsó-i királyi palota
A La Granja de San Ildefonsó-i királyi palota (spanyolul: Palacio Real de La Granja de San Ildefonso, ismert még mint La Granja), egy 18. század elején épült királyi rezidencia San Ildefonso kisvárosában, Segovia közelében, Segovia tartományban, Spanyolországban. Ma egy része turisták által is látogatható.

## Története
Ezen a környéken, a guadarramai hegyek lábánál elterülő erdőkben már a középkorban gyakran vadásztak a kasztíliai uralkodók, és a terület a következő évszázadokban is megmaradt, mint a királyok kedvelt pihenőhelye. Azt a konkrét helyet, ahol ma a palota áll, az első spanyolországi Bourbon uralkodó, V. Fülöp spanyol király 1717-ben szerette meg: ő döndött úgy, hogy fel kell itt építeni egy palotát, egy szobrokkal és szökőkutakkal díszített parkkal övezve, amely őt majd gyermekkorára emlékeztetheti, amikor nagyapja, XIV. Lajos francia király udvarában élt. A birtokot 1720-ban vásárolták meg ebből a célból; az építkezéssel Teodoro Ardemanst, a kert kialakításával pedig René Carliert bízták meg. Előbbi hagyományos spanyol stílusa éles ellentétben állt utóbbi francia stílusával, de mindez nem akadályozta a kivitelezést: az uralkodó már 1723-ra beköltözhetett a palotába.
A király 1724-ben ebben a palotában jelentette be, hogy lemond a trónról fia, Lajos infáns javára, ám a fiú még abban az évben elhunyt, így Fülöp visszakerült a trónra. Később az eredetileg még kis méretű épületet bővítették, a parkban pedig új, a korábbiaknál látványosabb szökőkutakat helyeztek el. Amikor 1736-ban Filippo Juvarra építész Spanyolországba érkezett, az uralkodó egy új, a kert főtengelyére néző homlokzat kialakításával bízta meg: ezt végül az építésmester tanítványa, Giambattista Sacchetti fejezte be.
1918-ban tűzvész pusztított az épületben, de a legtöbb 18. századi freskó ennek ellenére máig fennmaradt benne.

## Képek

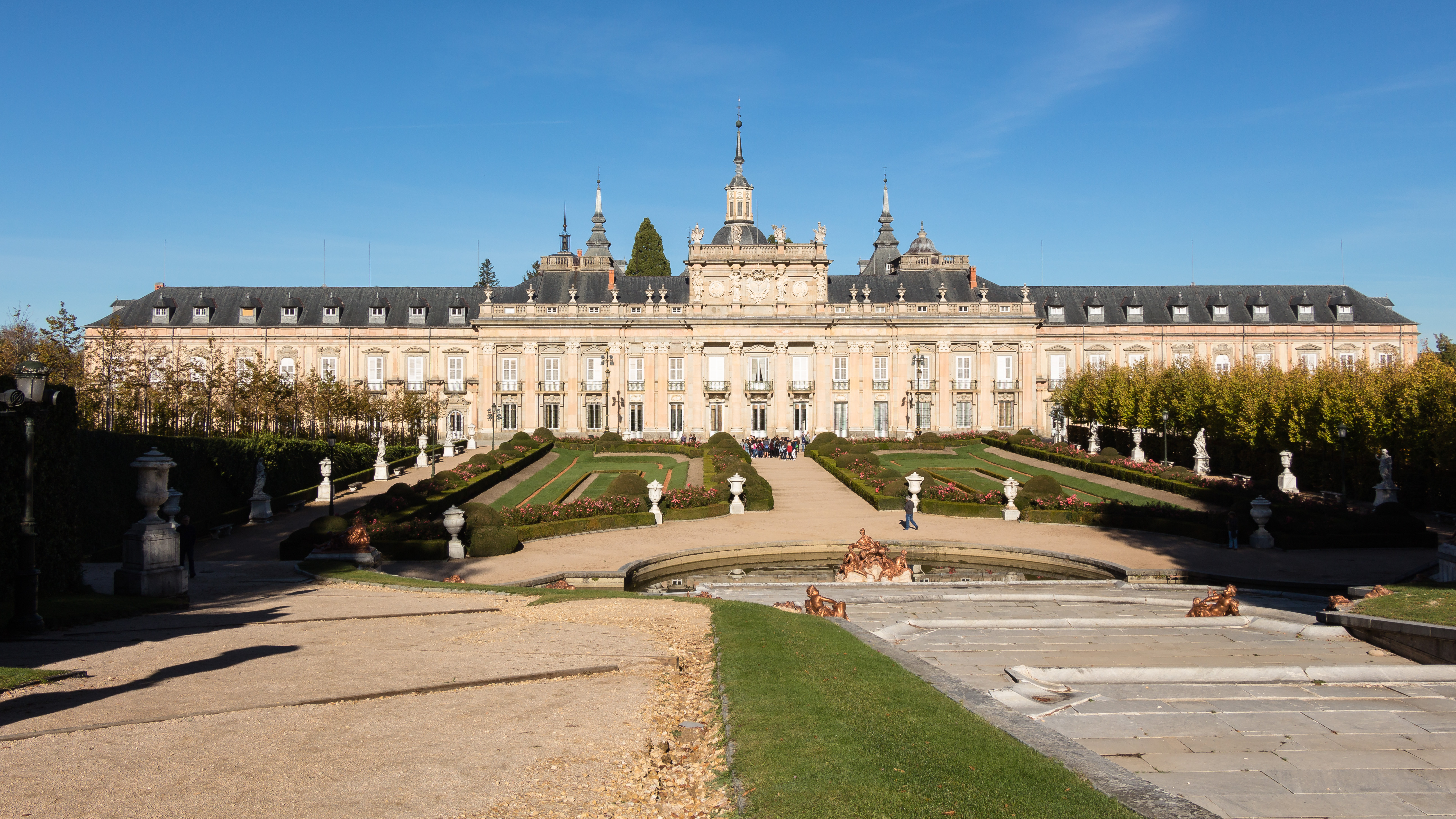
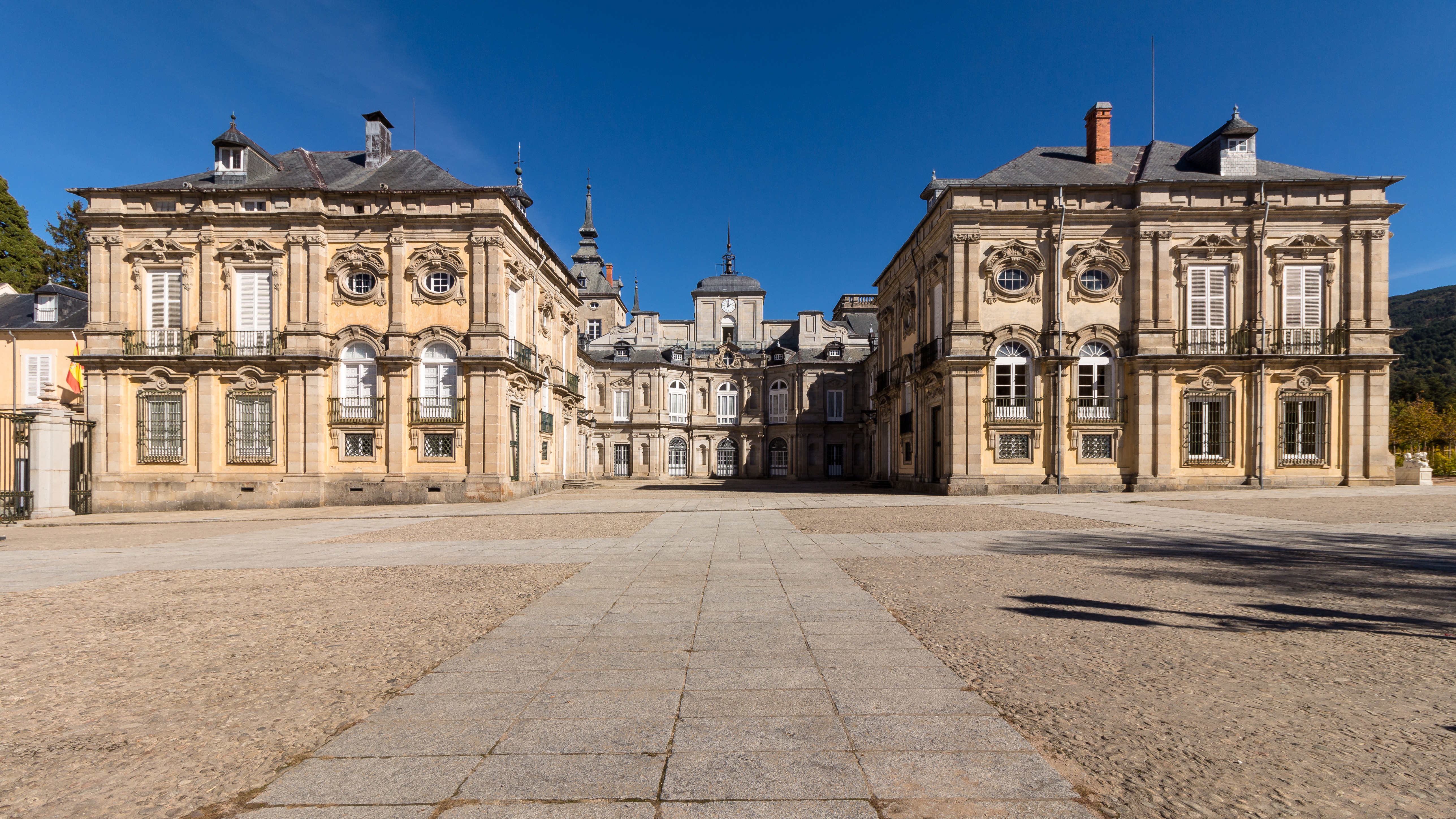
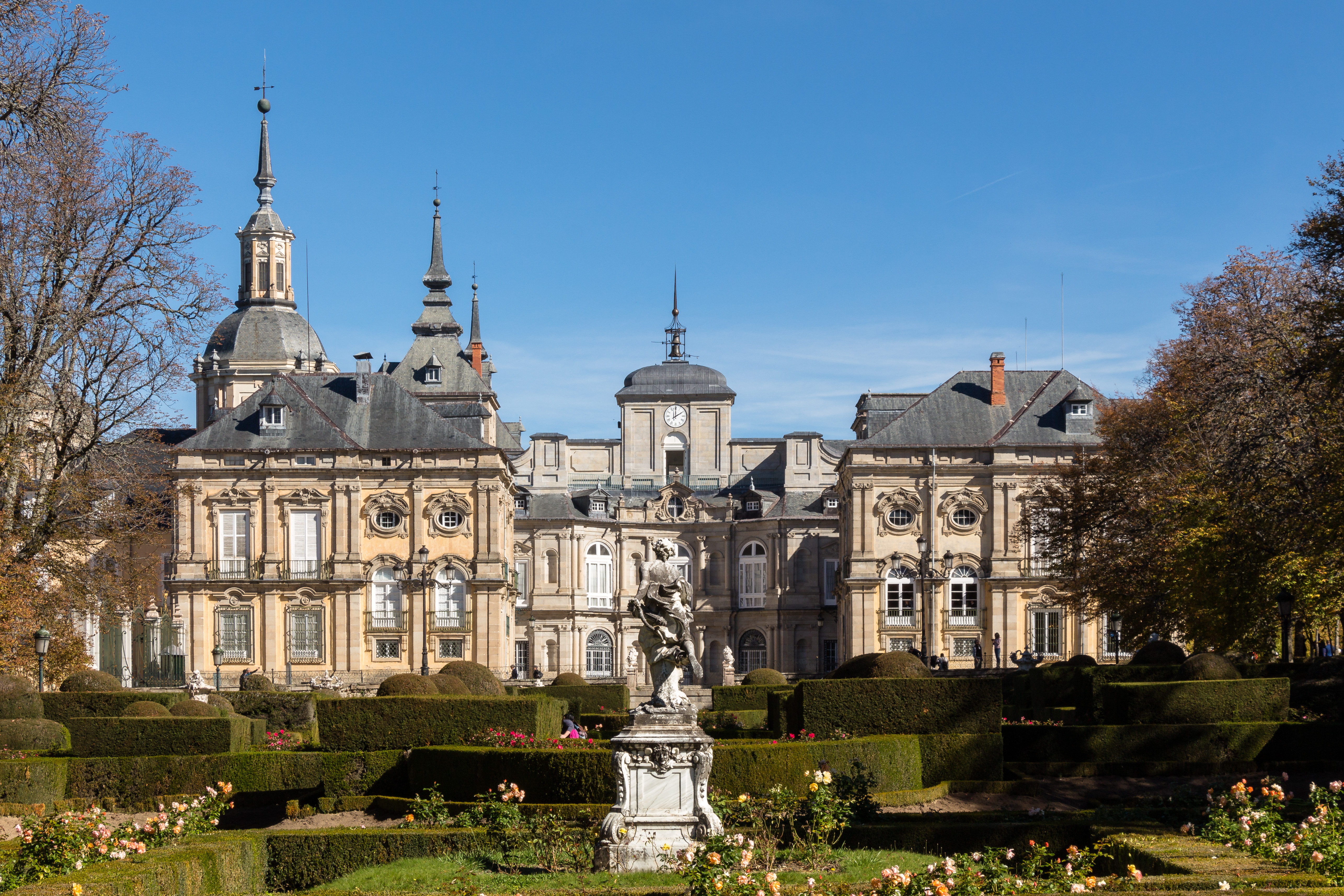
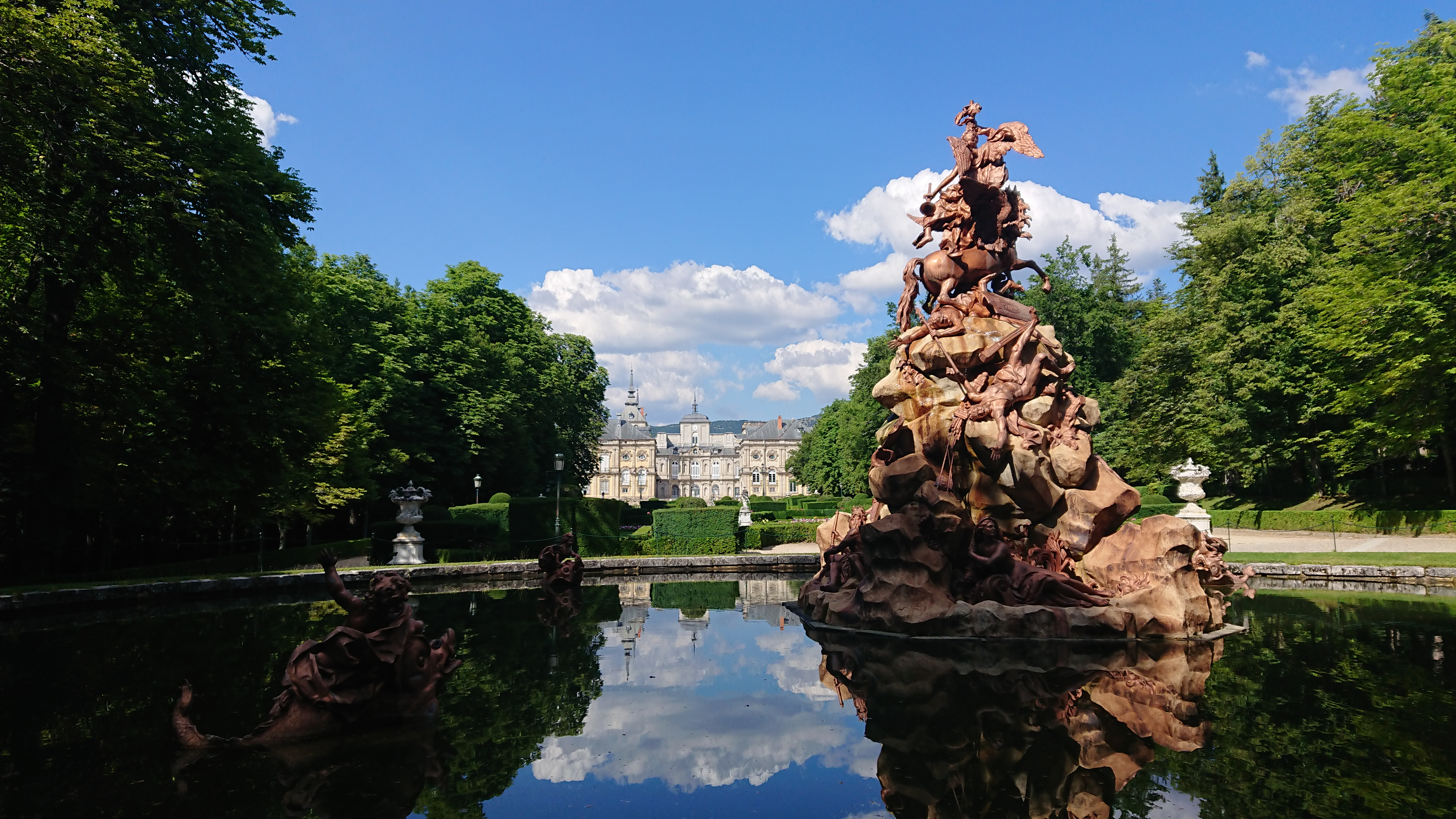
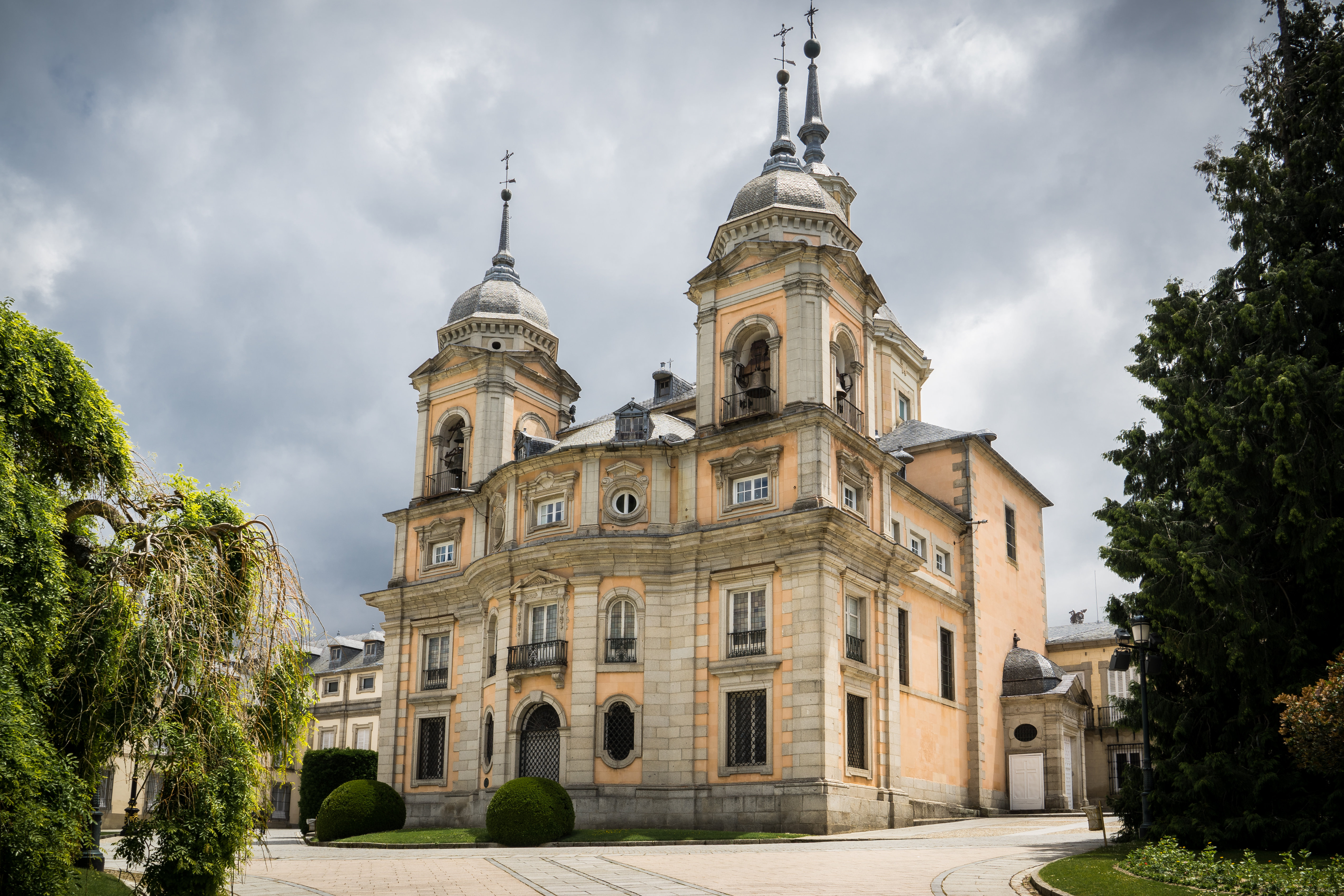
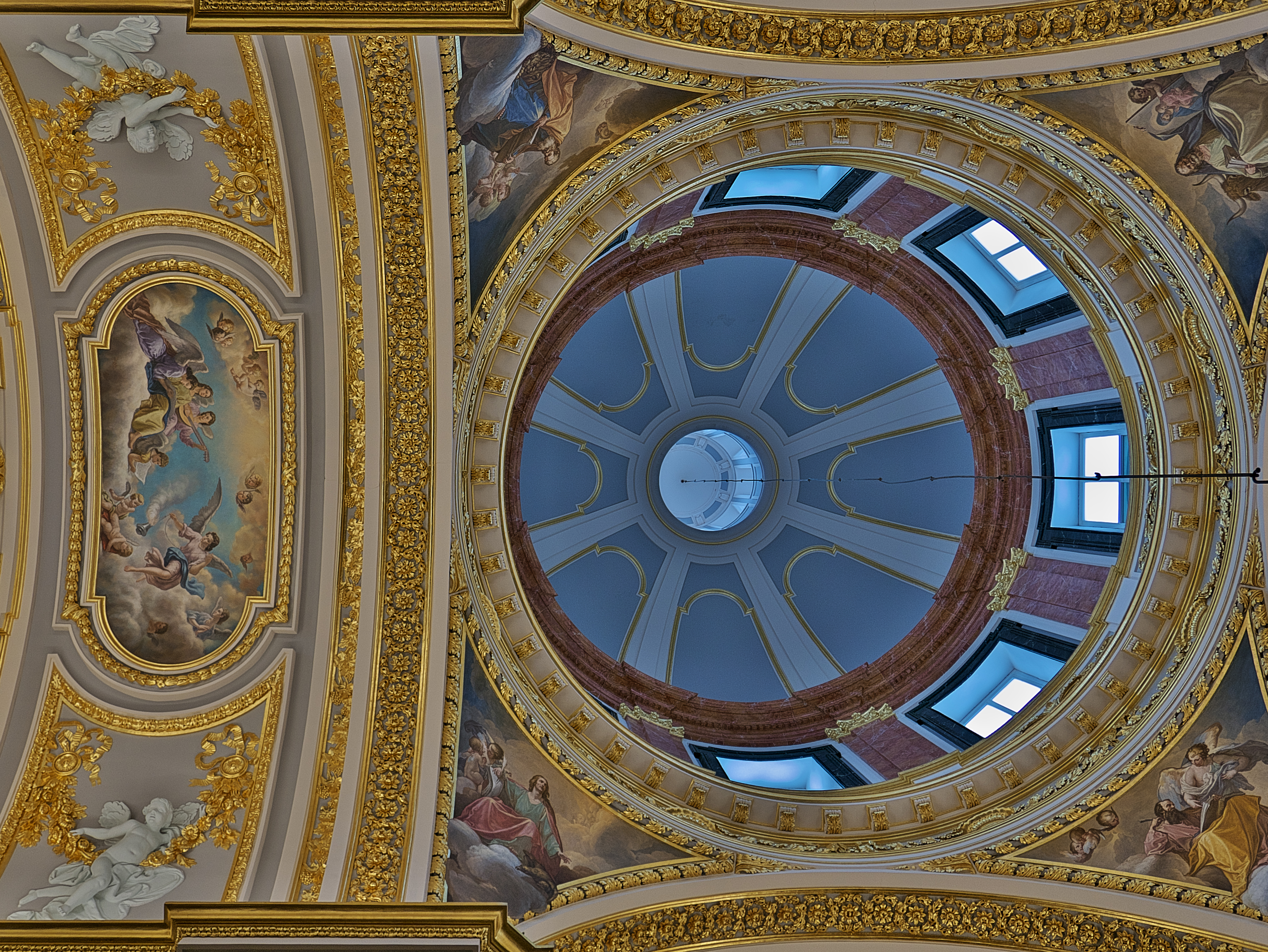
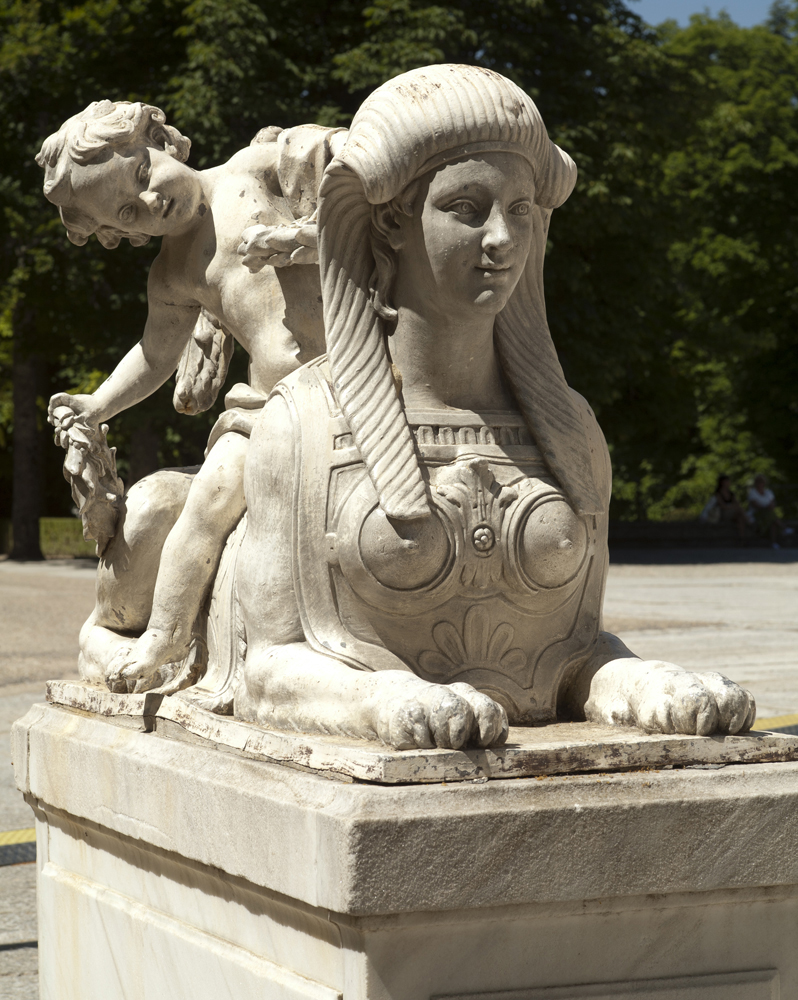
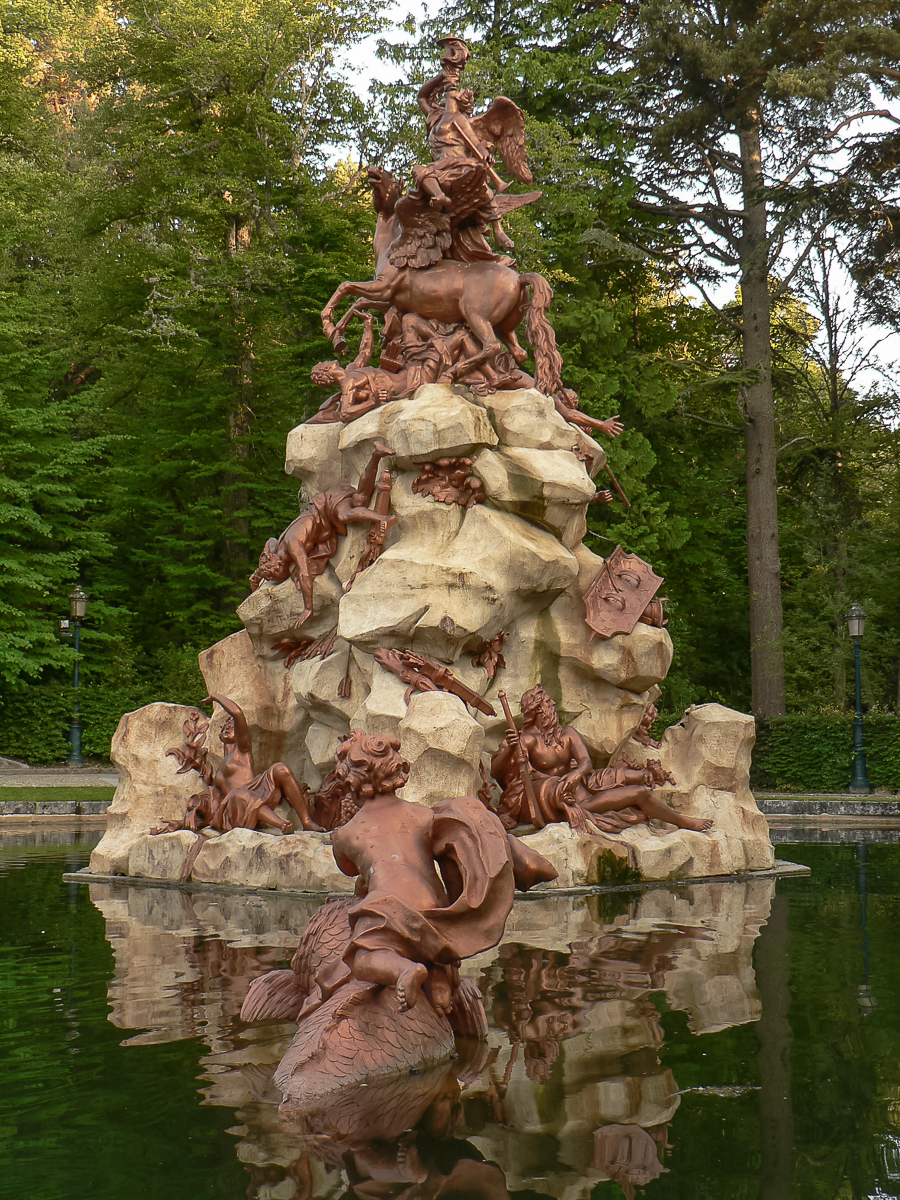